# سد کلیپلور
سد کلیپلور (به لاتین: Klipvoor Dam) یک سد وزنی در آفریقای جنوبی است که در North of Brits, North West واقع شده‌است.